# Beaumettes
Beaumettes är en kommun i departementet Vaucluse i regionen Provence-Alpes-Côte d'Azur i sydöstra Frankrike. Kommunen ligger i kantonen Gordes som tillhör arrondissementet Apt. År 2022 hade Beaumettes 308 invånare.

## Befolkningsutveckling
Antalet invånare i kommunen Beaumettes
| Referens: INSEE |